# مارتين سوندرز
مارتين سوندرز (16 مايو 1958 - ) (بالإنجليزية: Martyn Saunders)‏ هو لاعب كريكت بريطاني. شارك مع منتخب إنجلترا للكريكت.

## وصلات خارجية
- مارتين سوندرز على موقع إي آس بي آن كريك إنفو (الإنجليزية)